# Pietro Antonio Crevenna
Pietro Antonio Bolongaro Crevenna (Milano, 1735 – Roma, 8 ottobre 1792) è stato un bibliografo bibliofilo italiano.
Discepolo del latinista gesuita Guido Ferrari, maturò una profonda passione per le lettere. Nella seconda metà del XVIII secolo Crevenna faceva il negoziante ad Amsterdam. Possedeva una splendida biblioteca, ricca di incunaboli e di antichi libri italiani, della quale pubblicò (1776) un importante catalogo in 6 volumi. Nel 1779 decise di venderla all'asta (catalogo in 5 voll., Amsterdam 1789-93), eccettuati i libri di storia letteraria che furono venduti dopo la sua morte (Amsterdam 1793). Il tomo V del suo catalogo del 1776 contiene un certo numero di lettere inedite dei secoli XVI e XVII.